# Kunsthaus Alte Mühle (Schmallenberg)

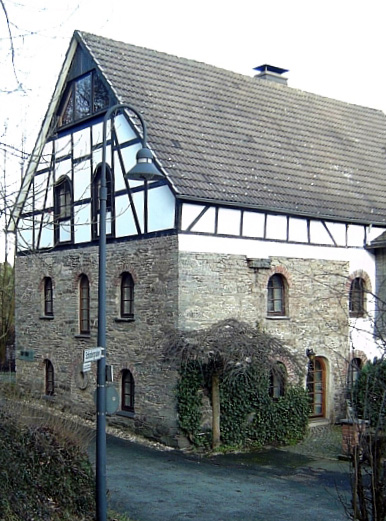
Kunsthaus Alte Mühle

Das Kunsthaus Alte Mühle befindet sich im Kurpark von Schmallenberg.

## Geschichte der Mühle
Eine zu dem rund 3 km entfernten Kloster Grafschaft gehörende Mühle wurde bereits im 11. Jahrhundert erstmals erwähnt. Sie lag in unmittelbarer Nähe der Lenne außerhalb der Schmallenberger Stadtmauern und versorgte die umliegenden Bewohner mit Mehl und Öl. Die älteste erhaltene Bausubstanz der gegenwärtigen Mühle sind die teilweise aus dem 15. Jahrhundert stammenden Grundmauern.
Nach der Säkularisation von 1803 wurde das Gebäude zu einer Brauerei umgebaut. Anfang des 20. Jahrhunderts erhielt es wieder seine ursprüngliche Funktion. Der Mühlenbetrieb wurde im Jahr 1961 endgültig eingestellt, nachdem ein Hochwasser den Mühlengraben zugeschüttet hatte.

## Ursprung und Entwicklung des Kunsthauses
1974 erwarb der Schmallenberger Maler und Künstler Hermann Falke die Alte Mühle. Er renovierte das Gebäude und richtete sich dort eine Werkstatt und Galerie ein. Heute dient das denkmalgeschützte Bauwerk dem eingetragenen Verein Freundeskreis kunsthaus alte mühle e. V.
Der Freundeskreis kunsthaus alte mühle e. V. veranstaltet in dem Gebäude Ausstellungen, Vernissagen, Workshops und Musik. 2011 gründete der Freundeskreis kunsthaus alte mühle die Jugendkunstschule, die sich in der ehemaligen „Villa Stern“ in der Ohlgasse 5 in Schmallenberg befindet. Neben einem umfangreichen Kursprogramm für Kinder und Jugendliche finden regelmäßig kunstpädagogische Führungen und Arbeiten während der Ausstellungen im Kunsthaus statt. Das Lenneatelier wurde 2015 im Rahmen des Regionalprojektes Lennepark von der Stadt Schmallenberg neben der Alten Mühle errichtet. Die Betriebsführung hat der Verein kunsthaus alte mühle übernommen.
Ein weiterer Verein, der Kunstverein Schmallenberg nutzt die Räumlichkeiten im Kunsthaus, um Konzerte und Lesungen durchzuführen.

## Bildergalerie

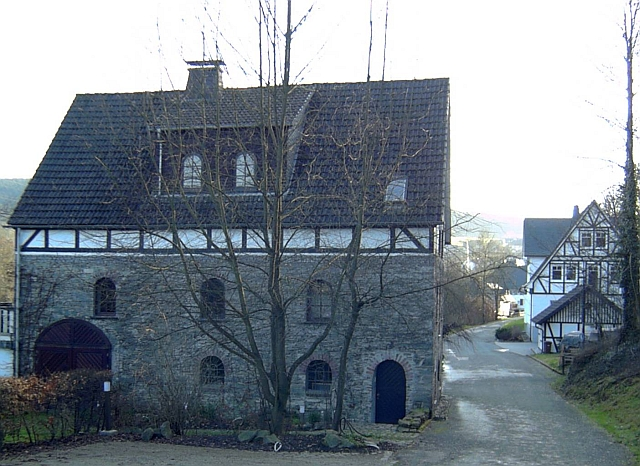
Alte Mühle (Seitenansicht)
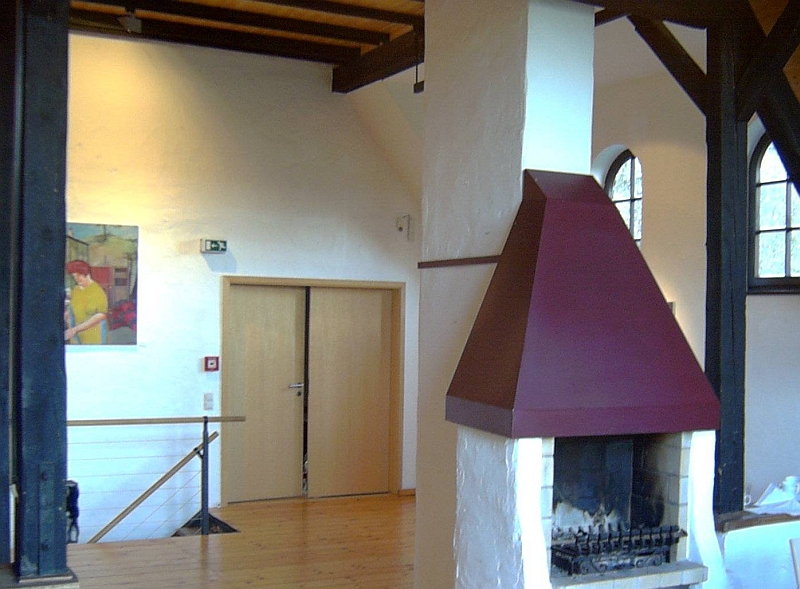
Alte Mühle (Innen)
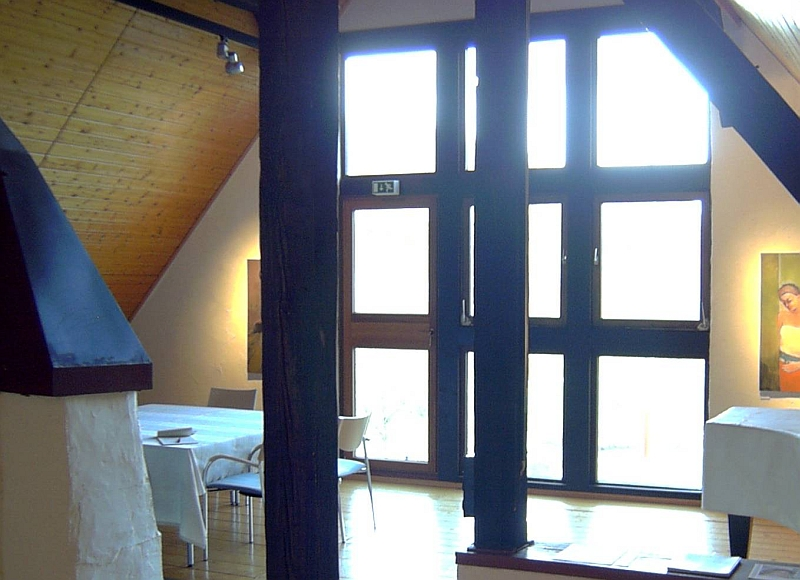
Alte Mühle (Innen)
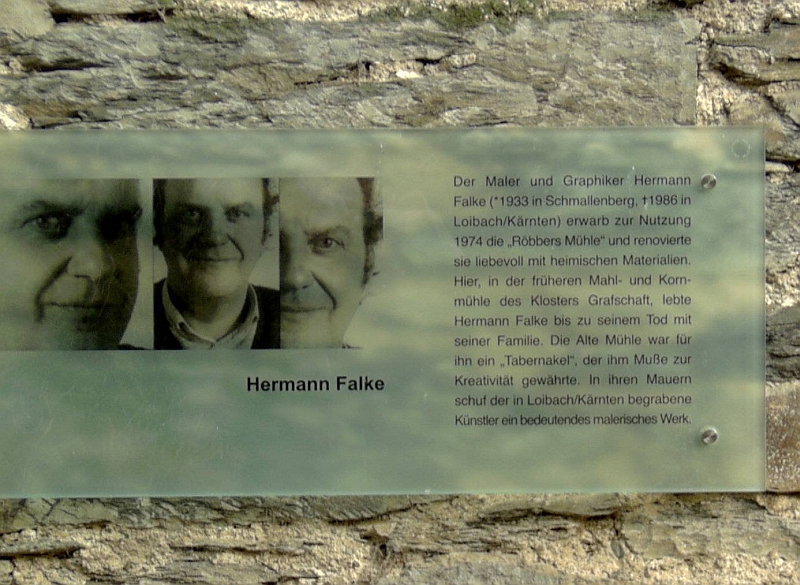
Hinweistafel H. Falke